# Molophilus melanakon
Molophilus melanakon är en tvåvingeart som beskrevs av Alexander 1969. Molophilus melanakon ingår i släktet Molophilus och familjen småharkrankar. Inga underarter finns listade i Catalogue of Life.